# Клеменсия
Клеменсия (исп. Clemencia) — город и муниципалитет на севере Колумбии, на территории департамента Боливар.

## История
Поселение, из которого позднее вырос город, было основано в 1708 году. Муниципалитет Клеменсия был выделен в отдельную административную единицу в 1994 году.

## Географическое положение

Муниципалитет Клеменсия

Город расположен в северной части департамента, в пределах Прикарибской низменности, на расстоянии приблизительно 21 километра к северо-востоку от города Картахена, административного центра департамента. Абсолютная высота — 65 метров над уровнем моря.
Муниципалитет Клеменсия граничит на севере и востоке с территорией муниципалитета Санта-Каталина, на юге — с муниципалитетами Санта-Роса и Вильянуэва, на западе — с муниципалитетом Картахена. Площадь муниципалитета составляет 235 км².

## Население
По данным Национального административного департамента статистики Колумбии, совокупная численность населения города и муниципалитета в 2015 году составляла 12 540 человек.
Динамика численности населения муниципалитета по годам:
| 2005   | 2006   | 2007   | 2008   | 2009   | 2010   | 2011   | 2012   | 2013   | 2014   | 2015   |
| ------ | ------ | ------ | ------ | ------ | ------ | ------ | ------ | ------ | ------ | ------ |
| 11 714 | 11 750 | 11 823 | 11 900 | 11 980 | 12 059 | 12 148 | 12 250 | 12 340 | 12 443 | 12 540 |

Согласно данным переписи 2005 года мужчины составляли 52,1 % от населения Клеменсии, женщины — соответственно 47,9 %. В расовом отношении белые и метисы составляли 89,6 % от населения города; негры, мулаты и райсальцы — 10,4 %.
Уровень грамотности среди всего населения составлял 81,9 %.

## Экономика
Основу экономики Клеменсии составляет сельское хозяйство.

70,9 % от общего числа городских и муниципальных предприятий составляют предприятия торговой сферы, 15,8 % — предприятия сферы обслуживания, 13,3 % — промышленные предприятия.

## Транспорт
Через город проходит национальное шоссе № 90 (исп. Ruta Nacional 90).